# Kvíslavatn
Kvíslavatn est un lac sur les Hautes Terres d'Islande.
Le lac se trouve à l'ouest de la route Sprengisandur et au sud-est du glacier Hofsjökull. Sa superficie est de 20 km2.